# Constantinisme
El constantinisme és una ideologia religiosa i política que defensa la unió o estreta col·laboració entre l'Església i l'Estat. Situació propugnada per Constantí I el Gran emperador romà.

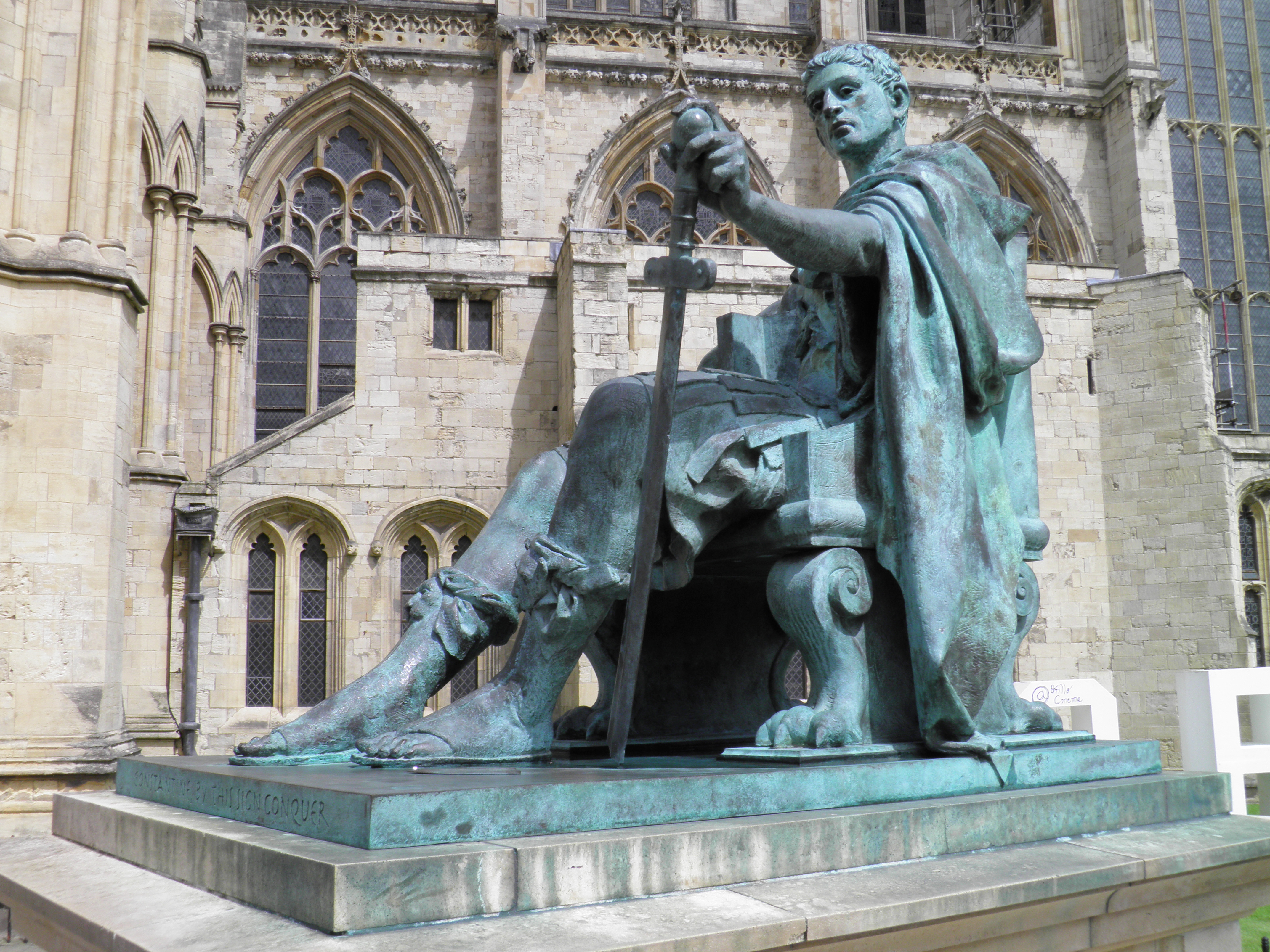
Estàtua de Constantí el Gran a York (Anglaterra) obra de Philip Jackson

És un sistema de relacions en què l'Estat dona el seu suport polític, social i econòmic a les autoritats eclesiàstiques i posa els mitjans i aparells estatals al servei de l'activitat pastoral de l'Església. A canvi, aquesta avala moralment les polítiques i l'autoritat estatal tot exigint als fidels, com un deure de consciència, l'obediència a l'autoritat civil. Un fet que canvià radicalment la situació del cristianisme que havia sofert cruentes persecucions com la realitzada sota l'emperador Dioclecià. L'emperador Constantí, tot legalitzant el cristianisme a través d'autoritzar la llibertat de culte, inaugurà una unió que perdurà, amb modificacions, i arribarà fins a l'edat contemporània.

## Evolució
L'evolució i consolidació d'aquesta ideologia comportà diverses etapes de les relacions Estat-Església: 
- L'edicte de tolerància de l'emperador Galeri de l'any 311;
- L'edicte de Milà de l'any 313, dels emperadors Constantí i Licini, pel qual es concedeix als cristians llibertat per professar la seva religió,
- L'edicte Cunctos populos de l'emperador Teodosi I (any 360), que declara el cristianisme religió oficial de l'Imperi romà.

El resultat d'aquesta gradual unió del poder terrenal i l'espiritual fou la intervenció i intromissió del poder imperial en el camp i en els afers eclesiàstics: nomenament de prelats, convocatòria de concilis, legislació sobre qüestions dogmàtiques i d'organització de l'Església, etc.
Una situació que reforçà Carlemany, vers l'any 800, i que moltes vegades va portar a unir el poder senyorial i feudal a l'eclesiàstic com seran exemples l'abat del monestir i senyor de Banyoles o el coprincipat andorrà del bisbe de la Seu d'Urgell. Per no esmentar durant l'edat moderna la fusió total que representa, entre d'altres, el fet que el rei del Regne Unit sigui el cap de l'Església anglicana fins ple segle XXI
Un primer esberlament del sistema constantinià el produí la Revolució Francesa i el seu context ideològic. En aquest sentit, és especialment significativa la proposta de separació entre Estat i Església prantejada per Nicolas de Condorcet tot i que el veiés com un ideal llunyà.

## Valoracions

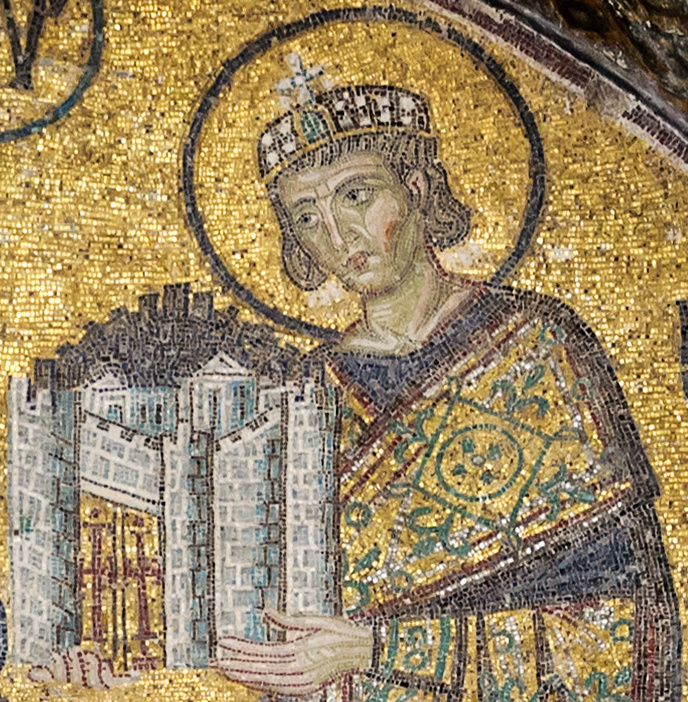
L'emperador Constantí I, representat en un mosaic de la basílica de Santa Sofia de Constantinoble (actual Istanbul).

Per una banda, el constantinisme reportà estendre arreu els valors cristians i l'obra social i de culturització de l'Església a través de la capil·laritat de les xarxes diocesanes i parroquials. Per això, el 1965, Jean Daniélou sostenia que sense un ambient de certa "cristianitat" difícilment el missatge evangèlic arribaria a la gent senzilla. Així mateix, altres remarquen com aquesta unió constantiniana representa una defensa dels valors humans enfront del maquiavel·lisme de l'estat modern.
Per l'altre costat, també produí elements negatius com ara la Inquisició on l'heretgia o el trencament dels codis morals esdevenen crims civils. Ben lluny de l'esperit del cristianisme en què, al segle v, el patriarca Joan Crisòstom havia escrit que "matar un heretge és introduir a la terra un crim inexpiable".
Per part dels estats, durant l'Antic Règim, s'assoliren situacions de gran intervencionisme dins l'Església com ara l'anomenat Dret de presentació que comportà la pràctica nominació estatal dels bisbes. Això perdurà en el cas d'Espanya fins al Concordat de 1979 i la declaració de l'aconfessionalitat de l'Estat. Acabant amb segles de constantinisme que havia trobat en el nacionalcatolicisme franquista la seva darrera gran expressió.
Caldria esperar el Concili Vaticà II per veure una revisió crítica del constantinisme i de la cristianitat. Cercant camins propis de l'Església per a no comprometre l'esperit evangèlic. Amb demandes explícites a la renúncia del dret de presentació i al retorn a una major separació entre Estat i Església. Tot i que posteriorment rebrotaria en diversos sectors i ubicacions un neoconstantinisme. El qual procurà frenar i revertir posicionaments conciliars com denuncià el cardenal vienès Franz Köning.